# Roger di Mowbray (morto nel 1188)
Roger di Mowbray (1120 circa – Tiro, 1188) è stato un nobile anglosassone, figlio di Nigel d'Aubigny e Gundred de Gournay.
Ebbe notevoli proprietà terriere in Inghilterra e in Normandia. Sostenitore del re Stefano, con il quale fu catturato a Lincoln nel 1141, si ribellò a Enrico II. Creò numerose fondazioni religiose nello Yorkshire. Prese parte alla seconda crociata e successivamente ritornò in Terra Santa, dove fu catturato e morì nel 1188.

## Famiglia e giovinezza
Figlio di Nigel d'Aubigny e della sua seconda moglie, Gundred de Gournay, alla morte del padre nel 1129 entrò nella custodia della Corona.
Residente a Thirsk con la madre, quando raggiunse la maggiore età nel 1138, assunse il titolo dalle terre assegnate a suo padre da Enrico I sia in Normandia (compreso Montbray, da cui avrebbe adottato il suo cognome), sia nello Yorkshire e intorno a Melton.

## Carriera sotto re Stefano
Poco dopo, nel 1138, partecipò alla battaglia dello stendardo contro gli scozzesi e, secondo Aelredo di Rievaulx, si comportò onorevolmente.
Da allora in poi, le fortune militari di Roger furono contrastanti. Sebbene riconosciuto come un combattente competente e straordinario, spesso si trovò dalla parte dei perdenti. Durante il regno anarchico di re Stefano fu catturato insieme al re nella battaglia di Lincoln nel 1141.
Subito dopo il suo rilascio, Roger sposò Alice de Gant (morta intorno al 1181), vedova di Ilbert de Lacy e figlia di Walter de Gant. Roger e Alice ebbero due figli, Nigel e Robert, e almeno una figlia: quando questa entrò nell'Abbazia delle donne di Caen, il padre donò al monastero le proprie terre a Granville.
Nel 1147 fu uno dei pochi nobili inglesi ad unirsi a Luigi VII di Francia nella Seconda crociata. Secondo John of Hexham, Roger ottenne ulteriori consensi sconfiggendo un capo musulmano in un combattimento singolo.

## Carriera sotto re Enrico II
Roger sostenne la rivolta del 1173-74 contro Enrico II e combatté con i suoi figli, Nigel e Robert, ma furono sconfitti a Kinardferry, Kirkby Malzeard e Thirsk.
Roger partì nuovamente per la Terra Santa nel 1186, ma fu catturato nella battaglia di Hattin nel 1187. Il suo riscatto fu pagato dai Templari, ma morì poco dopo e, secondo alcuni resoconti, fu sepolto a Tiro in Palestina. Altri sostengono invece che sia riuscito a tornare in Inghilterra e sia morto e sepolto all'abbazia di Byland.

## Lascito
Mowbray fu un importante benefattore e sostenitore di diverse istituzioni religiose nello Yorkshire, inclusa l'abbazia di Fountains. Insieme alla madre diede rifugio ai monaci di Calder, in fuga dagli scozzesi nel 1138, e sostenne il loro insediamento presso l'abbazia di Byland nel 1143. Successivamente, nel 1147, facilitò il loro trasferimento a Coxwold.
Nel 1150, dopo il ritorno dalla seconda crociata, Roger fece una generosa donazione di due carrucate di terreno (circa 240 acri), una casa e due mulini all'Ordine di San Lazzaro, con sede presso l'ospedale Burton St Lazarus nel Leicestershire. Suo cugino William d'Aubigny, 1º conte di Arundel e sua moglie Adeliza, vedova del re Enrico I, furono tra i primi mecenati dell'ordine e probabilmente ne incoraggiarono la carità dopo le sue esperiene in Terra Santa. La sua famiglia continuò a sostenere l'Ordine per molte generazioni e lo stemma del leone rampante di Mowbrays fu adottato dall'ospedale di Burton St Lazars insieme alla più consueta croce verde.
Roger sostenne anche i Cavalieri Templari e diede loro il terreno nel Warwickshire su cui fondarono la precettoria di Balsall.
In totale, a Roger di Mowbray viene attribuito il merito di aver contribuito alla fondazione di trentacinque chiese.
La casata di Mowbray, la cui linea principale sarebbe diventata quella dei baroni Mowbray, discese dal figlio di Roger, Nigel, che morì durante la crociata ad Acri nel 1191.